# Isomorfismo de órdenes
En el campo matemático de la teoría del orden, un isomorfismo de órdenes es un tipo especial de función monótona que constituye una noción adecuada de isomorfismo para conjuntos parcialmente ordenados. Dos conjuntos parcialmente ordenados isomorfos se pueden considerar esencialmente iguales: se puede recuperar el orden de uno a partir del del otro. Dos nociones estrictamente más débiles que se relacionan con los isomorfismos de órdenes son las inmersiones de órdenes y las conexiones de Galois.

## Definición
Formalmente, dados dos conjuntos parcialmente ordenados {\displaystyle (S,\leq _{S})} y {\displaystyle (T,\leq _{T})}, un isomorfismo de órdenes de {\displaystyle (S,\leq _{S})} a {\displaystyle (T,\leq _{T})} es una función biyectiva {\displaystyle f} de {\displaystyle S} en {\displaystyle T} con la propiedad de que, para cada {\displaystyle x}, {\displaystyle y} en {\displaystyle S}, se tiene {\displaystyle x\leq _{S}y} si y solo si {\displaystyle f(x)\leq _{T}f(y)}. Esto es, por definición, una inmersión de órdenes biyectiva.
También es posible definir un isomorfismo de órdenes como una inmersión de órdenes sobreyectiva. Pues si  {\displaystyle f} conserva ordenamientos, se puede asegurar que {\displaystyle f} es inyectiva: si {\displaystyle f(x)=f(y)} (es decir, si {\displaystyle f(x)\leq f(y)} y {\displaystyle f(y)\leq f(x)}) se seguiría que {\displaystyle x\leq y} y que {\displaystyle y\leq x}, luego por definición de orden parcial {\displaystyle x=y}. En particular, cuando el orden del dominio es lineal, toda función estrictamente creciente es inmersión de órdenes, luego toda función estrictamente creciente y sobreyectiva es isomorfismo.
Una tercera caracterización de los isomorfismos de orden es que son exactamente las biyecciones monótonas (crecientes) con inversa monótona.
Un isomorfismo de orden de un conjunto parcialmente ordenado en sí mismo se denomina automorfismo de orden.
Cuando se impone una estructura algebraica adicional a la de conjunto parcialmente ordenado para {\displaystyle (S,\leq _{S})} y {\displaystyle (T,\leq _{T})}, una función de {\displaystyle (S,\leq _{S})} a {\displaystyle (T,\leq _{T})} debe satisfacer propiedades adicionales para ser considerado como un isomorfismo. Por ejemplo, dados dos grupos parcialmente ordenados {\displaystyle (G,\leq _{G})} y {\displaystyle (H,\leq _{H})}, un isomorfismo de grupos parcialmente ordenados de {\displaystyle (G,\leq _{G})} en {\displaystyle (H,\leq _{H})} es un isomorfismo de órdenes que también es un isomorfismo de grupos.

## Ejemplos
- La función identidad en cualquier conjunto parcialmente ordenado es siempre un automorfismo de orden.
- La negación es un isomorfismo de orden de {\displaystyle (\mathbb {R} ,\leq )} a {\displaystyle (\mathbb {R} ,\geq )} (dónde {\displaystyle \mathbb {R} } es el conjunto de los números reales y {\displaystyle \leq } denota la comparación numérica usual), ya que −x ≥ −y si y solo si x ≤ y .[7]
- El intervalo abierto {\displaystyle (0,1)} (nuevamente, ordenado numéricamente) no tiene un isomorfismo de orden hacia o desde el intervalo cerrado {\displaystyle [0,1]} : el intervalo cerrado tiene un elemento mínimo, mientras que el intervalo abierto no, y los isomorfismos de orden preservan la existencia de elementos mínimos.[8]
- Por el teorema de isomorfía de Cantor, todo orden lineal, denso, numerable y no acotado es isomorfo al orden de los números racionales.[9] La función de signo de interrogación de Minkowski proporciona un isomorfismo de orden explícito entre los números algebraicos cuadráticos, los números racionales y los números racionales diádicos.[10]

## Tipos de orden
Si {\displaystyle f} es un isomorfismo de orden, entonces también lo es su función inversa . Además, si {\displaystyle f} es un isomorfismo de orden de {\displaystyle (S,\leq _{S})} en {\displaystyle (T,\leq _{T})} y {\displaystyle g} es un isomorfismo de orden de {\displaystyle (T,\leq _{T})} en {\displaystyle (U,\leq _{U})}, entonces la composición de funciones de {\displaystyle f} con {\displaystyle g} es otro isomorfismo de orden, de {\displaystyle (S,\leq _{S})} en {\displaystyle (U,\leq _{U})}.
Se dice que dos conjuntos parcialmente ordenados son isomorfos en cuanto al orden cuando existe un isomorfismo de orden entre uno y otro. Las funciones identidad, inversas y composiciones se corresponden, respectivamente, con las tres características definitorias de una relación de equivalencia: reflexividad, simetría y transitividad. Por lo tanto, la relación de isomorfía es de equivalencia. La clase de los conjuntos parcialmente ordenados puede dividirse en clases de equivalencia, familias de conjuntos parcialmente ordenados que son todos isomorfos entre sí. Dichas clases de equivalencia se denominan tipos de orden.

### Conjuntos bien ordenados
Todo conjunto bien ordenado es isomorfo en cuanto al orden a un único ordinal. Por ello se toma a los ordinales como representantes canónicos de los tipos de buenos órdenes. Se denota mediante {\displaystyle \operatorname {ord} (V)} al ordinal que representa al tipo de orden de un conjunto bien ordenado {\displaystyle V}. Así, ω representa el tipo de orden del conjunto de los números naturales, {\displaystyle \operatorname {ord} (\mathbb {N} )=\omega }.
Se pueden conseguir ejemplos más complejos teniendo en cuenta que todo subconjunto de un conjunto bien ordenado es bien ordenado. Por ejemplo, tomando {\displaystyle V} como el conjunto de aquellos ordinales pares menores que {\displaystyle \omega \cdot 2+7}, se tiene que:
{\displaystyle V=\{0,2,4,\dots ,\omega ,\omega +2,\omega +4,\dots ,\omega \cdot 2,\omega \cdot 2+2,\omega \cdot 2+4,\omega \cdot 2+6\},}
luego es fácil ver que
{\displaystyle \operatorname {ord} (V)=\omega \cdot 2+4=\{0,1,2,\dots ,\omega ,\omega +1,\omega +2,\dots ,\omega \cdot 2,\omega \cdot 2+1,\omega \cdot 2+2,\omega \cdot 2+3\},}
mediante el isomorfismo de órdenes {\displaystyle \omega \cdot k+2n\mapsto \omega \cdot k+n} (ambos conjuntos están formados por dos enumeraciones infinitas seguidas de 4 elementos finales).